# 阿什利·辛森
阿什利·伊丽莎白·辛森（英語：Ashley Elizabeth Hinson，1983年6月27日—）是一位美国政治人物和记者，自2021年代表爱荷华州第二国会选区聯邦眾議員。
辛森是共和黨籍，2017年至2021年担任代表爱荷华州众议院第67选区，是该选区第一位女性代表。

## 外部連結
- Representative Ashley Hinson （页面存档备份，存于） official U.S. House website
- Ashley Hinson （页面存档备份，存于） at Iowa Legislature
- Campaign website （页面存档备份，存于）
- 美國國會國家人物傳記大辭典中的傳記
- 由華盛頓郵報維護的投票記錄
- 智慧投票计划中的傳記、投票紀錄及利益集團評級
- 聯邦選舉委員會中的競選財務報告和數據
- Biography （页面存档备份，存于） at Ballotpedia
- C-SPAN內的頁面（英文）